# Sergines
Sergines település Franciaországban, Yonne megyében. Lakosainak száma 1235 fő (2022. január 1.). Sergines Mousseaux-lès-Bray, Bazoches-lès-Bray, Montigny-le-Guesdier, Compigny, Courlon-sur-Yonne, Michery, Plessis-Saint-Jean és Serbonnes községekkel határos.

## Népesség
A település népessége az elmúlt években az alábbi módon változott:
| Lakosok száma | 1300 | 1304 | 1325 | 1287 | 1279 | 1269 | 1260 | 1248 | 1235 |
|               | 2013 | 2015 | 2016 | 2017 | 2018 | 2019 | 2020 | 2021 | 2022 |